# Camillo de Mari
Camillo de Mari, né en 1673 et mort en 1741, est un prélat catholique de Corse génoise.

## Biographie
Camillo de Mari est né en janvier 1673, à Savone, en Italie.
Il intègre la congrégation des Théatins dans laquelle il est ordonné prêtre le 1er juin 1697.
Il est nommé évêque d'Aléria le 30 septembre 1720 et reçoit la consécration épiscopale quatorze jours plus tard des mains du cardinal Giorgio Spinola, archevêque titulaire de Césarée-en-Cappadoce (de).
Il meurt en janvier 1741.